# Kim Peek
Kim Peek (11. listopad 1951 – 22. prosince 2009, Salt Lake City, USA) byl tzv. savant (učenec) s poruchou mozku, v jejímž důsledku se pyšnil výjimečnou pamětí. Navzdory tomu, že se schopnosti Kima Peeka staly částí předlohy kultovního filmu Rain Man, nebyl autista. Podle MRI v jeho mozku zcela chybělo corpus callosum. Po celý život jej věrně doprovázel jeho otec.

## Schopnosti
Většinu času žil v Salt Lake City, kde často navštěvoval místní knihovnu. V životě přečetl asi 11 000 knih. Dokázal číst velice rychle (dvojstranu za 1–2 minuty, přičemž každé jeho oko četlo jednu stránku) a dokázal si zapamatovat 98–99 % obsahu. Uměl přiřadit den v týdnu ke každému datu až 1500 let zpět. S lehkostí si memorizoval např. americké poštovní směrovací kódy, telefonní a jiné seznamy, tabulky apod.
Zajímal se o velké množství vědních disciplín, většinou ale faktografické obory jako geografie a historie – například matematické úlohy na vyšší úrovni neuměl řešit. Často se účastnil různých vystoupení, ve kterých nechal obecenstvo pokládat mu libovolné otázky, na které vždy věděl odpověď.
Jeho IQ přitom dosahovalo pouhých 87 bodů a z různých testů vyplýval též nedostatek jeho sociální a emocionální inteligence. Společensky byl hodně závislý na svém otci, který jej doprovázel téměř na každém kroku.
V roce 1984 se s ním náhodou potkal spisovatel Barry Morrow, kterého Kim Peek inspiroval natolik, že podle něj napsal scénář k filmu Rain Man (hlavní roli v něm ztělesnil Dustin Hoffman, který za Peekem osobně přijel a několik týdnů „studoval“ jeho chování).

## Úmrtí
Zemřel 19. prosince 2009. Veřejnosti to oznámila agentura AP. Kim utrpěl infarkt a později v nemocnici zemřel ve věku 58 let.